# 矢島敬雅
矢島 敬雅（やじま よしのり）は、日本の経産官僚。中小企業庁経営支援部長、東北大学イノベーション戦略推進センター長等を経て、日本鉱業協会副会長、資源・素材学会監事。

## 人物・経歴
群馬県高崎市生まれ。群馬県立高崎高等学校を経て、1986年に北海道大学工学部資源開発工学科卒業後、通商産業省に入省し、基礎産業局、環境立地局、生活産業局、JETROヒューストンセンター、原子力安全・保安院などで勤務した。資源エネルギー庁資源・燃料部鉱物資源課長兼内閣官房内閣参事官（内閣官房副長官補付）、内閣官房大陸棚調査対策室参事官等を経て、2009年経済産業省経済産業政策局調査統計部参事官。
2010年経済産業省商務情報政策局商務流通グループ製品安全課長。2013年中小企業庁経営支援部長。2014年中小企業基盤整備機構理事。2016年東北大学理事（産学連携担当）、東北大学イノベーション戦略推進センター長。2020年経済産業省大臣官房付、退官、日本鉱業協会専務理事。2021年日本租税研究協会評議員、資源環境センター評議員、資源・素材学会監事。2022年日本鉱業協会副会長兼専務理事。